# Turcão (bicheiro)
Antonio Petrus Kalil (18 de março de 1925 — Niterói, 28 de janeiro de 2019), apelidado de Turcão, foi um operador da loteria ilegal no Rio de Janeiro (o Jogo do Bicho). De ascendência libanesa, Turcão teve uma infância muito dura com origem humilde. Os operadores são conhecidos como contraventores (aqueles que desrespeitam a lei), bicheiros ou banqueiros. A família de Turcão teria influência em áreas de Niterói e São Gonçalo, além dos municípios de Itaboraí, Rio Bonito, Silva Jardim, Saquarema e Araruama, na Região dos Lagos, no Estado do Rio de Janeiro. Seu irmão, José Petrus Khalil ou "Zinho", controlou o jogo do bicho no centro da cidade do Rio, e atuou como porta-voz dos bicheiros.
Kalil expandiu seus negócios para o estado de Pernambuco, no Nordeste do Brasil, que levantou protestos entre os operadores de jogo local. Ele estava faturando R$ 500.000 (quinhentos mil reais) por mês em 2002. Ele garantia os jogos de high stakes para os operadores de jogo no pequeno no estado. Turcão tem envolvimento em escolas de samba, pois foi patrono da escola de samba Estácio de Sá, nos anos 90. além disso seu filho, Marcelo (ou Marcelinho) foi patrono da Cubango, e, atualmente, é presidente da Viradouro.
Morreu em Niterói, no dia 28 de janeiro de 2019, aos 93 anos.